# 匍茎毛兰
匍茎毛兰（学名：Eria clausa）为兰科毛兰属下的一个种。

## 扩展阅读
- 维基共享资源上的相關多媒體資源：匍茎毛兰
- 維基物種上的相關：匍茎毛兰